# Vicente Álvarez Núñez
Vicente Álvarez Núñez (Ourense, 30 d'abril de 1960) és un exfutbolista gallec, que ocupava la posició de migcampista.

## Trajectòria esportiva
Vicente passa per ser un dels jugadors més representatiu de la història del Celta de Vigo. Va debutar amb el primer equip a la 83/84 (havia arribat al filial el 1981 provinent del CD Ourense) i es va mantindre amb el conjunt vigués fins a la seua retirada, a la campanya 95/96. En tot eixe temps va viure diversos ascensos i descensos.
Va jugar fins a 194 partits en primera divisió amb el Celta de Vigo, tot marcant 8 gols. Va ser titular fins a la campanya 93/94, a partir de la qual la seua aportació va baixar.